# مايكل بولاني
مايكل بولايني (بالمجرية: Polányi Mihály)، زميل في الجمعية الملكية،  (11 آذار / مارس 1891 – 22 شباط / فبراير 1976) هو هنغاري بريطاني موسوعي له مساهمات نظرية هامة في مجالات الفيزياء والكيمياء والاقتصاد والفلسفة. ومن جدالياته إن الفلسفة الوضعية تقدم معرفة كاذبة من العلم الذي إذا أخذ على محمل الجد يقوض أعلى الإنجازات التي قدمهتها البشرية.
شملت مساهماته الواسعة النطاق في بحوث العلوم الفيزيائية الحركية الكيميائية وحيود الأشعة السينية وامتزاز الغازات. كان رائدا في طرح نظرية ألياف تحليل الحيود في عام 1921، ونظرية انخلاع اللدونة الدكتايلية للمعادن وغيرها من النظريات في عام 1934. هاجر إلى ألمانيا في عام 1926 وأصبح أستاذ الكيمياء في معهد القيصر فيلهلم في برلين ثم انتقل في عام 1933 إلى إنجلترا، ليصبح أول أستاذ للكيمياء ثم أستاذ العلوم الاجتماعية في جامعة مانشستر. فاز اثنين من تلاميذه وابنه بجوائز نوبل في الكيمياء. تم انتخابه في عام 1944 كزميل في الجمعية الملكيه.
وقد طور مساهماته مجال العلوم الاجتماعية، على سبيل المثال تطبيق مفهوم تعدد المراكز العفوية من أجل الإنتاج الفكري، على اساس معارضته للتخطيط المركزي.

## أعماله

### الكيمياء الفيزيائية
كان اهتمامات بولاني العلمية واسعة وتسمل مجالات متنوعة للغاية، بما في ذلك العمل في الحركية الكيميائية، وحيود الأشعة السينية، وامتزاز الغازات على الأسطح الصلبة. وهو أيضا معروف باعماله في نظريات قدرات الامتزاز النظرية التي فتحت الكثير من الجدل حولها لبعض الوقت. ففي عام 1921، قال انه وضعت على أساس رياضي من ألياف حيود التحليل. وفي عام 1934، لاحظ بولاني، بالتزامن مع تايلور وايغون اوروا، أن سبب التشوهات البلاستيكية ناتج عن دكتايل المواد التي يمكن تفسيرها في ضوء نظرية الاضطرابات التي وضعتها فيتو فولتيرا في عام 1905. وهي التي كانت نظرة حاسمه في تطوير مجال الميكانيكا الصلبة.

### الحرية والمجتمع
في عام 1936، ونتيجة لدعوته لإلقاء محاضرات لوزارة الصناعة الثقيلة في الاتحاد السوفياتي، التقى بوخارين الذي قال له أن جميع البحوث العلمية في المجتمعات الاشتراكية تركز على تنفيذ احتياجات الخطة الخمسية التي تضعها الدولة. كما اشار إلى ما حدث لدراسة علم الوراثة في الاتحاد السوفياتي عندما حصل ليسينكو على دعم من الدولة. مما دفعه لاتخاذ موقف معارض لمطالب الماركسي جون ديزموند برنال في إنشاء خطط علمية مركزية ودافع عن مبداء توفير حرية للعمل العلمي. وهذا دفعه لتآسيس جمعية حرية العلوم مع جون بيكر.
في سلسلة من المقالات، تم إعادة نشرها في دوريتياحتقار الحرية (Contempt of Freedom، 1940) و منطق الحرية (The Logic of Liberty، 1951)، ادعى بلايني أن التعاون بين العلماء يجب ان يماثل طريقة عمل الوكلاء في تنسيق أعمالهم داخل السوق الحرة. فمثلما يقوم مستهلكي السوق الحرة في تحديد قيمة المنتجات بأنفسهم، على العلم ان يشجع العلماء على فتح باب النقاشات بين المتخصصين. بالنسبة له، وبخلاف ادعاءات بوخارين، لا يمكن للعلم ان يزدهر الا عندما يمون للعلماء حرية متابعة الحقيقة كغاية في حد ذاتها.
هو من مشتق عبارة «النظام العفوي» من علم النفس الغشتالتي، والتي اعتمدها اقتصاديو الليبرالية الكلاسيكية مثل فريدريش هايك، بالرغم من أن آدم سميث هو من طرحه لآول مرة. الا انه خالف هايك، اذ قال بارتفاع وانخفاض الأشكال التلقائية ودافع بضراوة عن حرية العمل العلمي اذ قال ان النفعية تسبب بتقويض ممارسة العلم. وشجع العامة في مطالبة بالمجتمعات الحرة. ولم يدافع بولاني عن مجتمع حر باساليب إيجابية على أساس أن «الحريات العامة» تيسر السعي لتحقيق اهداف مثالية.

### كل معرفة هي شخصية
بين بولاني في كتابه «العلم والإيمان والمجتمع»
(Science, Faith and Society، 1946) معارضته لفلسفة الوضعية المعتمدة في البحث العلمي مشيرا إلى أنها تتجاهل دور الالتزامات الشخصية في ممارسة العلم. في عام 1951 طُلب منه طرح افكارة في ندوة «محاضرات جيفورد» المرموقة في أبردين. في عام 1958 تم نشر نسخ منقحة من المحاضرات في دورية «المعرفة الشخصية» (Personal Knowledge، 1958). وفيها ادعى أن جميع المعارف، بما في ذلك تلك المستمدة من القواعد، تعتمد على الحكم الشخصي. كما انه نكر أن يسفر المنهج العلمي عن الحقيقة ميكانيكيا. كل معرفة، بغض النظر عن مدى احقيتها، تعتمد على الالتزامات. جادل بولايني أن افتراضات الفلسفة النقدية ليست فقط خاطئة، بل إنها تقوض الالتزامات التي تدفع إنجازات أفضل. كما ادعى ان منهج الائتمانية اللاحق، الذي نعتمده في ادراكنا أننا نعتقد أكثر منما يمكن أن نثبته، ونعرف أكثر مما نستطيع أن نقوله.
لا يمكن فصل طالب المعرفة عن محيطه، بل يجب ان يكون جزءا من هذا المحيط. فقدراتنا الادراكية تلتزم بدوافع عاطفية التي تحفز الاستكشاف والتحقق. فالعالم العظيم، لا يحدد الانماط فقط، بل يختار الاسئلة المهمة التي توصل للصواب. فالمبتكرون يخاطرون بسمعتهم عندما يلتزمون بالفرضيات. ويعطي فرضية دوران الأرض حول الشمس الذي اطلقها كوبرنيكوس كمثال التي ادت إلى تشويه صورته. وعزا هذا الفشل إلى ان كوبرينيكوس لم يقدم فكرته على اساس منهجي بل عن طريق «قدرة عقلية ادراكية كبرى اتعتمد على النظر إلى الأرض من الشمس». كان لافكاره تأثير على أعمال توماس كون وبول فايراباند.
كما رفض بولاني فرضيات التجريبيين البريطانيين التي تقول انه يمكن اختزال الخبرة ببينات حسية، كما شدد ان التناقش في الاطر التفسيرية تورطنا في البقاء ضمنها من دون الوصول إلى الحقيقة خارجهم. فوعينا الضمني يربطنا بطريقة وهمية خاطئة بالحقيقة بتوفير السياق الذي يوفر المعنى. وهو عارض فكرة صديقه وزميله تورنغ (أبو الحاسوب الالي) القائلة باختزال الإدراك بمجموعة من القوانين.
بخلال عمله على كتابه "المعرفة الشخصية (Personal Knowledge) حدد هيكلية "المعرفة الضمنية". واعتبرها من أهم اكتشافاته. وقد قال اننا كبشر نختبر العالم بدمج ادركنا المضمر بالإدراك المركز. وفرق بكتاباته اللاحقة، مثل كتاب "الحد المضمر" (The Tacit Dimension، 1966)، بين النواحي الظاهرة، العملية، المعنوية، والوجودية، للمعرفة المضمرة.

### نقد الاختزالية
كما طرح في كتابه «اختزالية هيكلة الحياة» (Life's irreducible structure، 1968)، بان المعلومات التي تؤلف جزيئية الحمض النووي لا يمكن ان تختزل في القوانين الفيزيائية والكيميائية مع عدم امكنية وجودها خارج الخواص الفيزيائية. ويتحكم بهذه الخواص مباديء تنظيمية عليا. كما انتقد في كتابه «التجاوزية والتجاوزية الذاتية» (Transcendence and Self-transcendence، 1970) نظرة الميكانية للعالم التي ورثتها العلوم الحديثة من غاليليو.
دعى بولاني إلى اعتناق التولد، أي وجود مستويات مختلفة للحقيقة والعلية. واستند إلى فرضية ان الشروط الحدودية تسمح بدرجات من الحرية والتي تحددها، بالرغم من عشوائياتها، وقائع من مستويات اعلى. وان خواصها تعتمد على المستويات الادنى بالرغم من انها منفصلة عنها. ومن هذه الامثلة هو الوعي (أي القصدية) التي تولد المعنى (الفهم).

## للاستزادة
- معادلة ايرينج
- معرفة مضمنة
- إدارة المعرفة
- قائمة المفكرين المسيحيين في العلم
- معرفة صريحة

## روابط خارجية
- مايكل بولاني على موقع الموسوعة البريطانية (الإنجليزية)
- مايكل بولاني على موقع مونزينجر (الألمانية)